# Национален музей на киното (Торино)
Националният музей на киното (на италиански: Il Museo Nazionale del Cinema) е емблематичен музей, разположен в центъра на северно-италианския град Торино. Помещава се в архитектурната забележителност Моле Антонелиана. Уникалната структура на музея се издига спираловидно.
Изложбените пространства представят разнообразие от снимки, скици, плакати и оригинални предмети от различни периоди, като предлагат информация за кинематографичния процес и развитието на киното. Посетителите имат възможност да се запознаят с различни аспекти на филмовото изкуство чрез визуални и интерактивни елементи. Музеят предлага интерактивен маршрут, който разкрива историята на киното – от театъра на сенките и първите магически фенери, полагащи основите на „седмото изкуство“, до най-авангардните специални ефекти на нашето време.
През 2024 г. музеят е посетен от над 800 000 души, което го прави един от най-посещаваните музеи в Италия.

## История
Първоначалната идея за създаването на музей, посветен на италианското кино, възниква през юни 1941 г., когато пиемонтската историчка и кино-изследователка Мария Адриана Проло започва да работи по осъществяването на проекта. С артистичната подкрепа на някои пионери в киното, включително режисьора от Асти Джовани Пастроне, който през 1914 г. режисира „Кабирия“ в Торино – най-големият блокбъстър на италианското нямо кино, и с журналистическата подкрепа на Франческо Пазинети, пристигат първите финансови дарения за закупуване на предмети и документи от историята на италианското кино. Първоначално материалът е съхраняван в зала на Моле Антонелиана, предоставена от Община Торино.
През 1946 г. в подземната галерия на улица „Рома“ в Торино се провежда първата ретроспективна изложба.
През 1952 г. зараждащият се музей прави историческа стъпка, като участва в едно от първите експериментални телевизионни предавания, предоставяйки ценни материали и консултации. Това засилва интереса към киноархивите и културното наследство, макар че колекцията все още не намира свое постоянно изложбено пространство. Първоначалната идея за разполагане на музея в Моле Антонелиана в Торино замира през 1953 г. поради торнадо, което сериозно поврежда сградата. През същата година Анри Ланглоа, основател на Cinémathèque française и Musée du cinéma в Париж, пристига в Торино и се среща с журналисти и градски съветници, като ги убеждава в необходимостта да се осигури подходящ дом за събраното наследство.
На 7 юли 1953 г. е учредена официално Асоциацията на киномузеите, като сред членовете-учредители са режисьорът Джовани Пастроне (по това време с псевдоним „Пиеро Фоско“), сценаристът Ариго Фруста, писателят и филмов критик Марио Громо, архитектът Леонардо Мосо, Карло Джакери и филмовият предприемач и журналист Джордано Бруно Вентаволи.

### Седалище в Палацо Киаблезе
През 50-те г. на XX век проф. Мария Адриана Проло е назначена за президент на Асоциацията на киномузеите, а през 1956 г. поема и поста на постоянен директор на музея. Междувременно институцията намира своето първо стабилно седалище. За тази цел е избрано крило в Палацо Киаблезе – историческа сграда, стратегически разположена между централния площад Пиацета Реале (от северната страна на Пиаца Кастело) и площада Пиацета Сан Джовани, където се намира Торинската катедрала. Експонатите са разположени на приземния етаж, докато на горния етаж са разположени кинотеката и библиотеката. Музеят е тържествено открит за обществеността на 27 септември 1958 г. Той става член на Националната асоциация на италианските музеи през 1959 г., а през 1960 г. е признат за част от средните държавни музеи на Италианската държава.
Някои от най-важните събития от този период включват „Изложба на карикатура във фотографията и киното от 1839 до 1939 г.“ през 1960 г., „Изложба на стереоскопията“ през 1966 г., прегледът на италианското нямо кино в сътрудничество с Института по история на киното и развлеченията на Торинския университет през 1973 г., Изложбата на италиански плакати за нямо кино през 1974 г. През 1975 г. в Торино се провежда 31-вият конгрес на FIAF (Fédération internationale des archives du film), който включва и конференция за Джовани Пастроне и Дейвид Уорк Грифит.

### Затваряне на музея през 1983 г.
През 1983 г. музеят е затворен за обществеността от съображения за сигурност, няколко месеца след пожара в Кино „Статуто“ на 13 февруари. През 1986 г. няколко инсталации са преместени в малкото историческото и малко кино „Масимо“ на улица „Верди“, близо до Моле Антонелиана и продуцентския център Rai в Торино. През 1991 г. умира проф. Проло. През 1992 г. музеят става фондация, която взема неговото име, подкрепена от Националната асоциация на музеите на киното, от местните власти и от Торинската спестовна каса, но все още с временно седалище в малките пространства на Кино „Масимо“.

### Седалище в Моле Антонелиана
През 1995 г., по случай 100-годишнината от рождението на киното, е решено изложбата на музея да бъде преместена в близката Моле Антонелиана, където първоначално се намира през 1946 г. В емоционална обстановка, организирана от торинския архитект Джанфранко Гритела и швейцарския сценограф Франсоа Конфино, настоящото седалище на музея е открито през юли 2000 г. Музеят бързо става един от най-посещаваните, с над 2 млн. посетители през първите пет години и половина на дейност (2000 – 2005 г.).
През 2004 г. режисьорът Давиде Ферарио поставя филма Dopo mezzanotte тук, правейки музея известен на широката публика. По повод на XX зимни олимпийски игри в Торино през 2006 г. изложбата е обновена с нови мултимедийни и интерактивни станции, три нови зали, посветени на уестърна, мюзикъла и научната фантастика, както и реставрация на филма „Кабирия“ на Джовани Пастроне.

## Описание
При оформянето на пространството на музея швейцарският сценограф Франсоа Конфино проектира музейното пространство, като съобразява архитектурните характеристики на сградата, поставени от арх. Алесандро Антонели, и създава многопластова концепция. Тя съчетава научния подход с визуалното представяне, като цели да покаже механизмите на кинематографичното изкуство. Музеят се развива спираловидно нагоре, преминавайки през различни изложбени нива, които хронологично представят развитието на киното – от неговото възникване до съвременните технологии.
На етажа, посветен на Археологията на киното, посетителите могат да се потопят в осем тематични зони, където имат възможността да изпробват и опознаят оптичните устройства и зрителните механизми, които бележат ключови моменти в зараждането на киното.
Сърцето на музея е Залата на времето, заобиколена от изложбени пространства, посветени на най-значимите жанрове в историята на киното. Наред с тях има специална зона, посветена на шедьовъра на италианското нямо кино, „Кабирия“, както и изложбена част, посветена на Торино като „Град на киното“.
От залата посетителите могат да се отправят към спираловидната рампа, която се разгръща подобно на кинолента и води към купола на сградата. Този маршрут е не само дом на временни изложби, но и предлага възможност за наблюдение на залата отвисоко.
Киномашината разкрива основните етапи и компоненти на филмовата индустрия – от продуцентските студия, режисурата и сценария до актьорите и системата за създаване на звезди, сценичните костюми, сценографията, сторибордовете и кинозалата.
В горната част на музея се намира Галерията с плакатите, която проследява историята на киното, най-знаковите филми и автори, като същевременно илюстрира развитието на фигуративния вкус, на графиката и на италианските и международните рекламни плакати.

## Дейности
Националният музей на киното проследява историята на седмото изкуство и играе важна роля в културния живот както на национално, така и на международно ниво. Сред дейностите, които музеят развива, са авангардни изследвания, насочени към опазването на материалите и към историята на киното, мащабна реставрационна програма, издателски инициативи, филмови фестивали, срещи с автори и лица на киното, образователни програми. В продължение на няколко години той допълнително засилва ангажимента си за възстановяване и реставрация на филми, смятани безвъзвратно за изгубени. Много инициативи са създадени в сътрудничество с престижни институции по целия свят и са представени на големи международни филмови фестивали.